# Bell-Boeing V-22 Osprey
Bell-Boeing V-22 Osprey – amerykański wielozadaniowy zmiennowirnikowiec pionowego i/lub krótkiego startu i lądowania.
Osprey (rybołów) jest pierwszym produkowanym seryjnie statkiem powietrznym z obracanym układem napędowym z wirnikami o średnicy 12 metrów umocowanymi wraz z silnikami i układami przeniesienia napędu w gondolach na końcówkach skrzydeł. Maszyna ta startuje i ląduje jak śmigłowiec, kiedy gondole z silnikami ustawione są pionowo (wirniki w pozycji poziomej). Po starcie gondole obracają się i po 12 sekundach zatrzymują w pozycji do lotu poziomego. Osprey może też startować podobnie jak samolot krótkiego startu i lądowania (STOL) po obróceniu gondoli napędowych o kąt 45 stopni. Dla zmniejszenia miejsca zajmowanego przez samolot można złożyć jego skrzydła i wirniki, co zajmuje od 90 do 120 sekund. V-22 Osprey został zaprojektowany do działania w ramach ograniczeń przestrzennych narzuconych przez pokład lotniczy, pokład hangarowy i windy samolotów okrętów desantowych typu America Marynarki Wojennej Stanów Zjednoczonych, a także kompatybilny z ograniczonymi obiektami konserwacyjnymi na pokładzie tych okrętów.

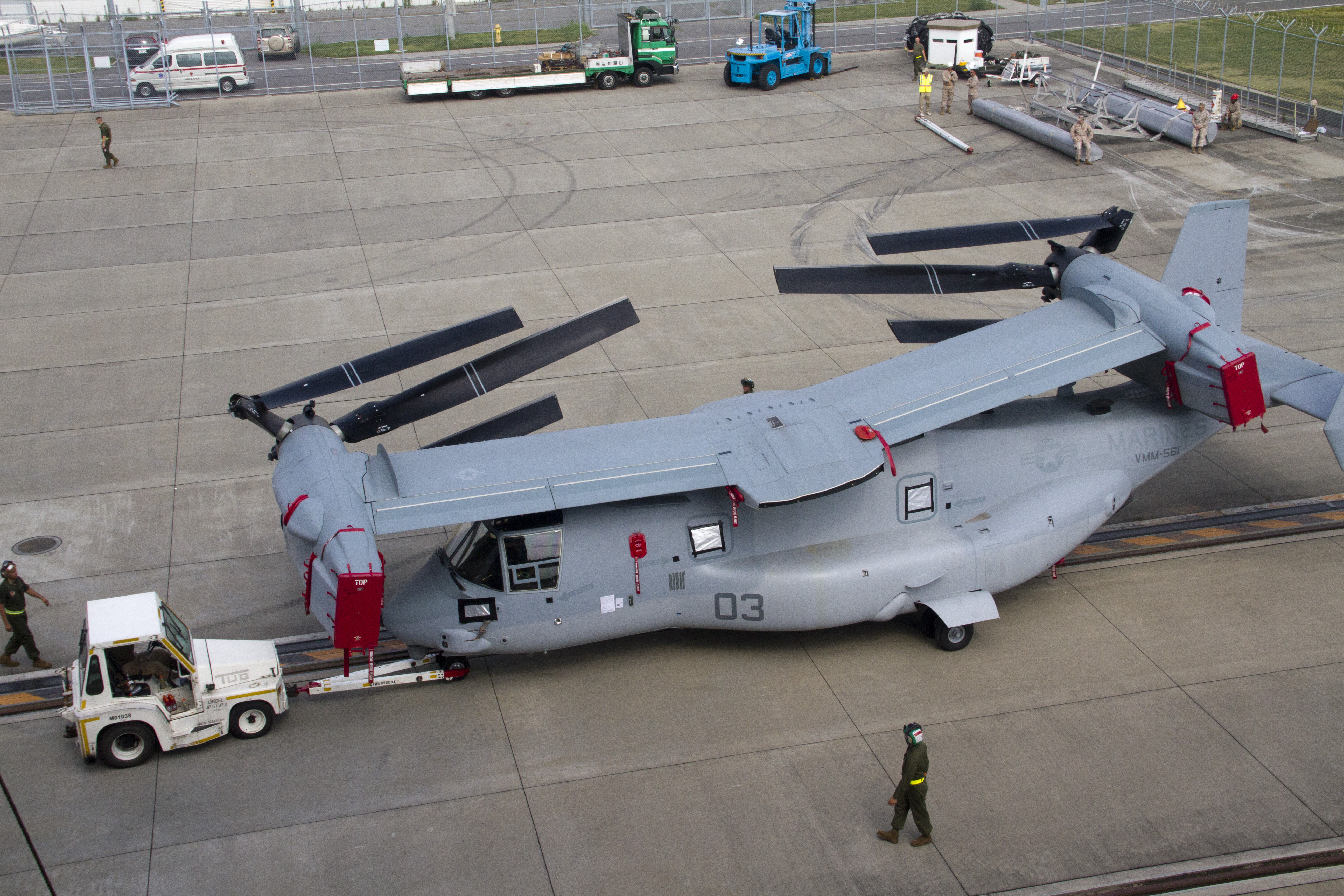
Celem zaoszczędzenia miejsca na przenoszących je okrętach MV-22A mają składane płaty i rotory

Osprey został opracowany wspólnie przez Bell Helicopter Textron, produkującego skrzydła, gondole silnikowe z silnikami Rolls-Royce'a, wirniki, układ napędowy, powierzchnie sterowe ogona i rampę załadunkową i Boeing Company, produkującego kadłub, kokpit, awionikę i układ sterowania. Spółka produkująca Ospreye nosi nazwę Bell-Boeing.

## Historia

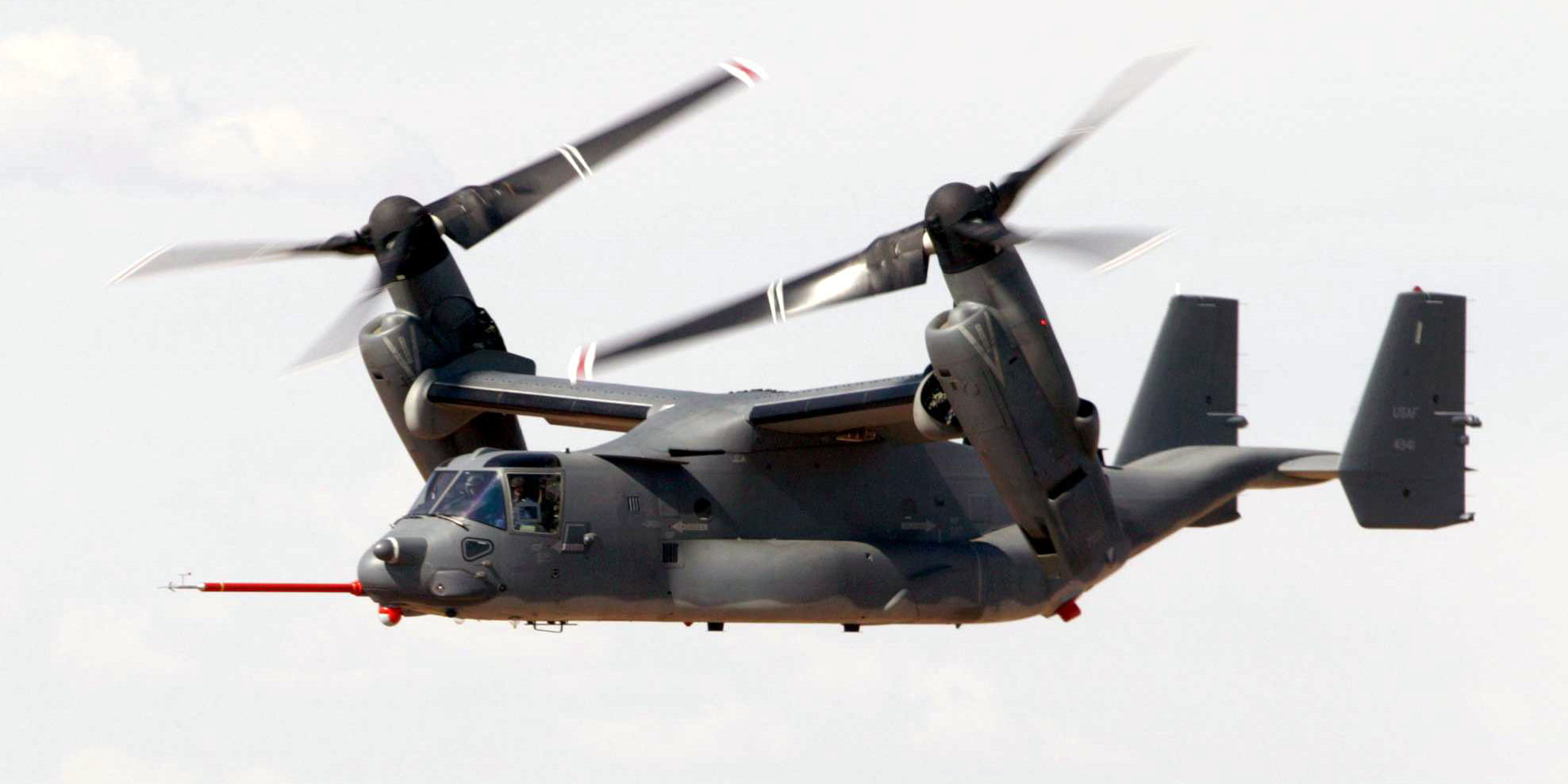
V-22 Osprey podczas lotu testowego

### JVX
W grudniu 1981 roku, zachęcony powodzeniem projektu Bell XV-15, amerykański Departament Obrony zainicjował program budowy wielozadaniowego transportowego pionowzlotu JVX (Joint Services Advanced Vertical Lift Aircraft (Experimental)). Beneficjentami nowego projektu miały być wszystkie rodzaje amerykańskich sił zbrojnych, United States Army, United States Air Force, United States Navy oraz United States Marine Corps. W pierwszym okresie realizacji programu odbywał się on pod auspicjami US Army, która jednak nie wykazywała wielkiego entuzjazmu dla projektu, dlatego też w styczniu 1983 roku program został przejęty przez US Navy. Po rezygnacji z uczestnictwa wojsk lądowych wstępny projekt zakładał zbudowanie trzech wersji dla każdego z pozostałych uczestników. MV-22 dla United States Marine Corps, gdzie nowy pionowzlot miałby zastąpić transportowe śmigłowce Boeing CH-46 Sea Knight i Sikorsky CH-53 Sea Stallion. CV-22 dla Dowództwa Operacji Specjalnych Sił Powietrznych, gdzie miałby przejąć zadania wypełniane przez Sikorsky MH-53 Pave Low. HV-22 dla marynarki wojennej, w której przejęłyby zadania śmigłowców UH-46 A/D i Sikorsky HH-3 Sea King oraz transportowych samolotów Grumman C-2 Greyhound. US Navy dodatkowo rozważała budowę wersji oznaczonej jako SV-22. Miałaby ona realizować zadania poszukiwania i zwalczania okrętów podwodnych. Tego typu misje wypełniane były przez śmigłowce Kaman SH-2F Seasprite i Sikorsky SH-3H Sea King oraz pokładowe samoloty Lockheed S-3A Viking. Ostatecznie marynarka zrezygnowała z budowy wersji SV-22, a zadania zwalczania okrętów podwodnych przejęły śmigłowce Sikorsky SH-60 Seahawk.
Pracom nad samolotem od początku towarzyszyły kontrowersje. Pierwszy lot odbył się w marcu 1989 roku. Później wydarzyły się cztery wypadki z ofiarami śmiertelnymi. Pierwszy w 1991, drugi w 1992 – 7 ofiar, trzeci w kwietniu 2000 – 19 ofiar i czwarty w grudniu 2000 z 4 ofiarami. O wszystkie te katastrofy obwiniono biuro projektu, które zbyt wcześnie orzekło, że samolot jest na tyle dopracowany, że może wejść do służby. Krytycy projektu twierdzili, że Osprey nigdy nie będzie gotowy do służby ze względu na złe własności fizyczne samolotu o dwóch rotorach, co było dość dziwne, biorąc pod uwagę fakt, że śmigłowce CH-46 i CH-47 pozostawały już w służbie od ponad 30 lat.
W wyniku badań odkryto przyczynę katastrofy z kwietnia 2000 roku, której powodem była zbyt duża pionowa prędkość zniżania, wyższa niż 10 m/s podczas jednoczesnego powolnego lotu poziomego z prędkością 56 km/h. Każdy śmigłowiec podczas zniżania silnikowego ze zbyt dużą prędkością pionową w porównaniu do prędkości poziomej wchodzi w obszar tzw. pierścienia wirowego, co skutkuje szkodliwymi zjawiskami aerodynamicznymi w postaci zaburzeń stateczności i sterowności, a w efekcie doprowadzić może do katastrofy.
Od czasu ostatniej katastrofy wprowadzono ograniczenia dla Ospreyów dotyczące dopuszczalnej prędkości zniżania – 4 m/s w powolnym locie do przodu przy prędkości poziomej nie mniejszej niż 64 km/h (40 węzłów) – które to zastrzeżenia zostały przekroczone trzykrotnie przez załogę samolotu, który uległ katastrofie. Zastrzeżenia dotyczące podanych zależności są typowe dla wszystkich śmigłowców, gdy wirnik nośny wchodzi w obszar strug przyśpieszonych obrotem własnych łopat. W wyniku testów okazało się, że nawet po wprowadzeniu tych ograniczeń Osprey potrafi wystartować i wylądować szybciej i bezpieczniej niż jakikolwiek śmigłowiec, co jest szczególnie ważne w przypadku operacji o znaczeniu militarnym.
28 września 2005 roku Pentagon ostatecznie zaaprobował wprowadzenie do produkcji seryjnej samolotów Osprey. Planuje się budowę początkowo 11, a docelowo 48 (w 2012) Ospreyów rocznie. Planowane zapotrzebowanie wynosi 360 sztuk dla Piechoty Morskiej, 48 dla marynarki i 50 dla sił powietrznych. Również Armia Stanów Zjednoczonych planuje zamówić samoloty tego typu.
Samoloty Osprey weszły do regularnej służby w USMC w czerwcu 2007 roku, a w październiku 2007 zostały po raz pierwszy użyte bojowo. Były wykorzystywane m.in. w Iraku.
W 2020 roku wszedł do służby wariant CMV-22B Osprey służący do zaopatrywania lotniskowców.
Przed oddaniem CMV-22B Osprey do użytku, w wypadkach, do których doszło w fazie testów, zginęło 30 osób. Dzięki temu V-22 stał się nie tylko jednym z najbardziej śmiercionośnych samolotów eksperymentalnych w historii lotnictwa, ale również czas jego rozwoju był rekordowy: minęły 24 lata i pochłonęły prawie 20 miliardów dolarów, zanim samolot trafił do jednostek.

## Użytkownicy

### Stany Zjednoczone

#### United States Marine Corps

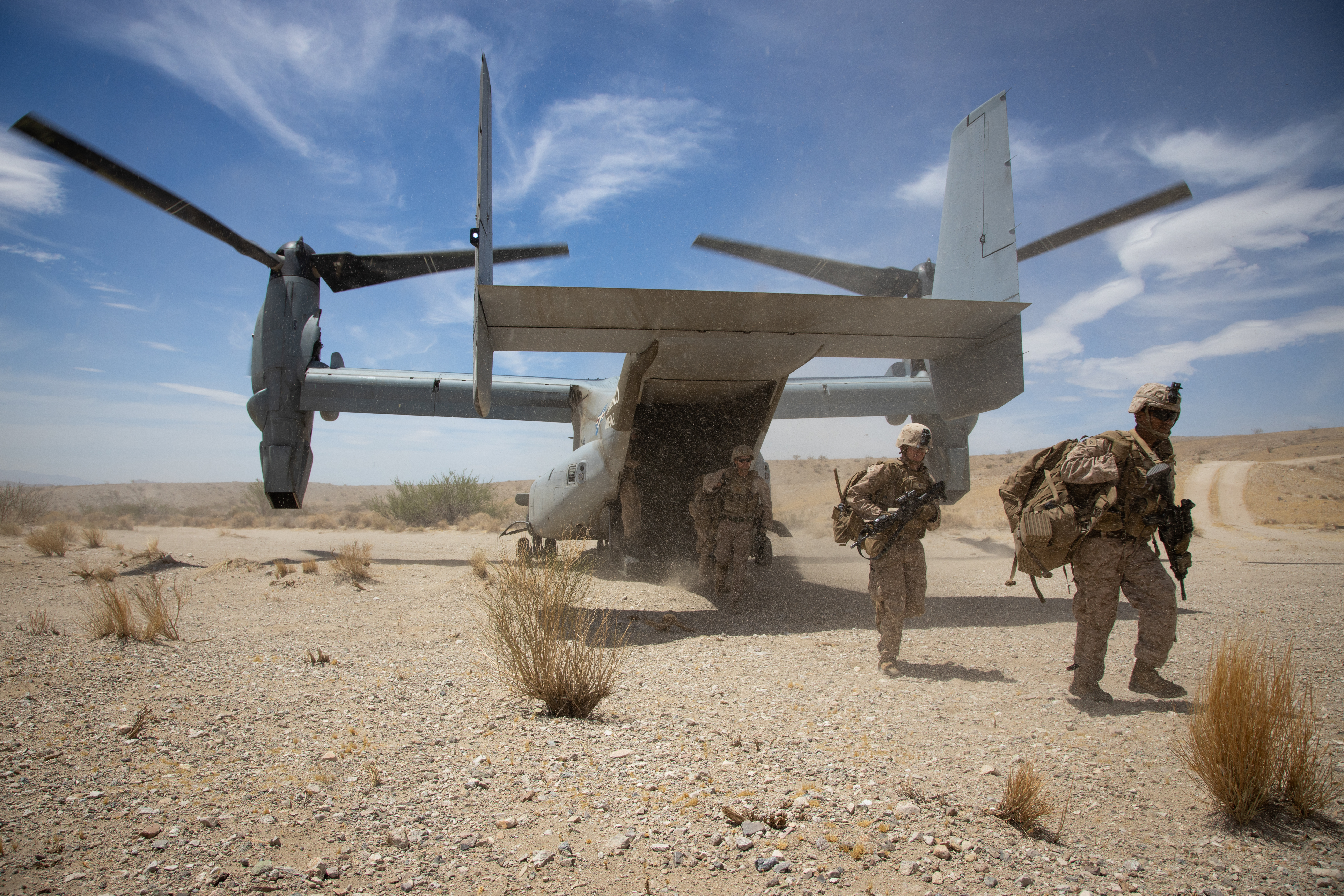
Żołnierze piechoty morskiej wysiadający z MV-22

Największym użytkownikiem V-22 w Stanach Zjednoczonych jest amerykański Korpus Piechoty Morskiej (USMC). Maszyna bardzo dobrze wpisuje się w potrzeby formacji dotyczące szybkiego transportu żołnierzy z pokładów okrętu na pole bitwy. To również USMC, pomimo różnych kontrowersji pojawiających się w trakcie prac nad Ospreyem, dotyczących zasadności kontynuowania projektu i bezpieczeństwa eksploatacji, był największym orędownikiem doprowadzenia programu budowy do końca i uruchomienia produkcji seryjnej. Maszyna przeznaczona do piechoty morskiej otrzymała oznaczenie MV-22B. W korpusie służą do realizacji misji o charakterze transportowym żołnierzy i ładunków, ewakuacji medycznej i poszukiwawczo-ratowniczych. Pierwszych dziesięć samolotów zostało przyjętych na stan w 1999 roku. Samoloty znalazły się na stanie Marine Medium Tiltrotor Training Squadron 204 (VMMT-204), jednostki szkolno-treningowej, odpowiedzialnej za wyszkolenie personelu w zakresie eksploatacji i obsługi V-22. 15 listopada 2000 roku USMC uznała maszyny za zdolne do służby operacyjnej, a do eskadr operacyjnych Marines, V-22 po raz pierwszy trafiły trzy lata później, w 2003 roku. 13 czerwca 2007 roku należące do korpusu maszyny uzyskały tzw. wstępną gotowość operacyjną. W ramach eskadry VMM-263, w październiku 2007 roku Ospreye wyruszyły na swoją pierwszą zagraniczna misję operacyjną do Iraku na pokładzie okrętu USS Bataan. Na przestrzeni lat USMC stało się użytkownikiem około 70 wersji maszyny różniących się wyposażeniem oraz siedmiu wersji różniących się zastosowanym oprogramowaniem. W celu ujednolicenia obsługi, standaryzacji wyposażenia i oprogramowania. W sierpniu 2017 roku Marines rozpoczęła program modernizacji 129 maszyn wersji Block B i 124 egzemplarzy wczesnych wersji Block C do standardu zbliżonego do najnowszych wersji C. Program określany mianem Common Configuration – Readiness and Modernization (CC-RAM) pozwolił na ograniczenie liczby konfiguracji samolotu do pięciu. Program obejmuje modernizację instalacji elektrycznej, modernizację wyposażenia kabiny pilotów, modernizację instalacji paliwowej. Instalację systemu TCAS, nowego radaru pogodowego i komputera misji. Pierwsza skierowana do realizacji prac w ramach programu CC-RAM maszyna MV-22V przybyła do zakładów Boeinga w Filadelfii w styczniu 2018 roku. Pracę ukończono niecały rok później i w grudniu 2019 roku, zmodernizowany MV-22V został przekazany Marines.
Innym programem mającym na celu zwiększenie zdolności operacyjnych należących do Korpusu MV-22B jest przystosowanie ich do pełnienia roli latających cystern, zdolnych do zaopatrywania w paliwo innych maszyn podczas lotu. Celowi temu służy zaprojektowany przez Boeinga system VARS (V-22 Aerial Refuelling System). Oparty na elastycznym przewodzie przekazującym paliwo system, ma odciążyć używane do tego typu zadań w Korpusie samoloty KC-130J. Tak wyposażone Ospreye mogą zaopatrywać w paliwo należące do Marines samoloty i śmigłowce, w tym najnowsze Lockheed Martin F-35 Lightning II. W prace badawcze nad nowym wyposażeniem włączyła się United States Navy, których CMV-22B mogłyby zaopatrywać w paliwo należące do marynarki McDonnell Douglas F/A-18 Hornet. Próby użycia systemu VARS rozpoczęto w sierpniu 2013 roku. 26 maja 2016 roku podpisano umowę pomiędzy Naval Air Systems Command a konsorcjum Bell-Boeing, celem której była kontynuacja projektu. W październiku tego samego roku brytyjski Cobham otrzymał kontrakt na opracowanie docelowej wersji podajnika paliwa z elastycznym wężem. Wstępne plany zakładały wdrożenie systemu w 2018 roku. Problemy finansowe opóźniły realizacje tego celu.
Na bieżąco również trwają prace modernizacyjne maszyn należących do Korpusu, mające na celu rozwijanie zdolności samolotów. Wśród owych zdolności, poważną rolę odgrywa uzbrojenie samolotu. W trakcie realizacji misji, podczas których możliwa jest konfrontacja z przeciwnikiem dysponującym lekką obroną przeciwlotniczą, Ospreyom podczas realizacji zadania towarzyszy eskorta złożona ze śmigłowców Bell AH-1Z Viper i/lub Bell UH-1Y Venom. Jednak w przypadku realizacji misji wymagających długiego zasięgu, śmigłowce nie są w stanie towarzyszyć MV-22B. Aby temu zaradzić Marines tworzą wysunięte punkty tankowania i uzbrajania, w których śmigłowce mogą uzupełnić paliwo. Uzbrojenie Ospreya, umożliwi rezygnacje z tego typu rozwiązań. V-22 nie dysponował stałym uzbrojeniem. Standardowo, w maszynach Korpusu na tylnej rampie ładunkowej montowane są karabiny maszynowe M240 kalibru 7,62 mm, GAU-16A kalibru 12,7 mm lub wielolufowe GAU-17 kalibru 7,62 mm. GAU-17 może również strzelać poprzez otwarty luk w podłodze ładowni samolotu. W przyszłości, na pokładach MV-22B ma pojawić się GAU-21 kalibru 12,7 mm. Obok uzbrojenia strzeleckiego, Marines planują zintegrować samolot z zestawem Osprey HAWK. W jego skład wchodzi optoelektroniczna głowica celownicza AN/AAQ-30, konsola kierowania ogniem i kierowane uzbrojenie.

#### United States Navy

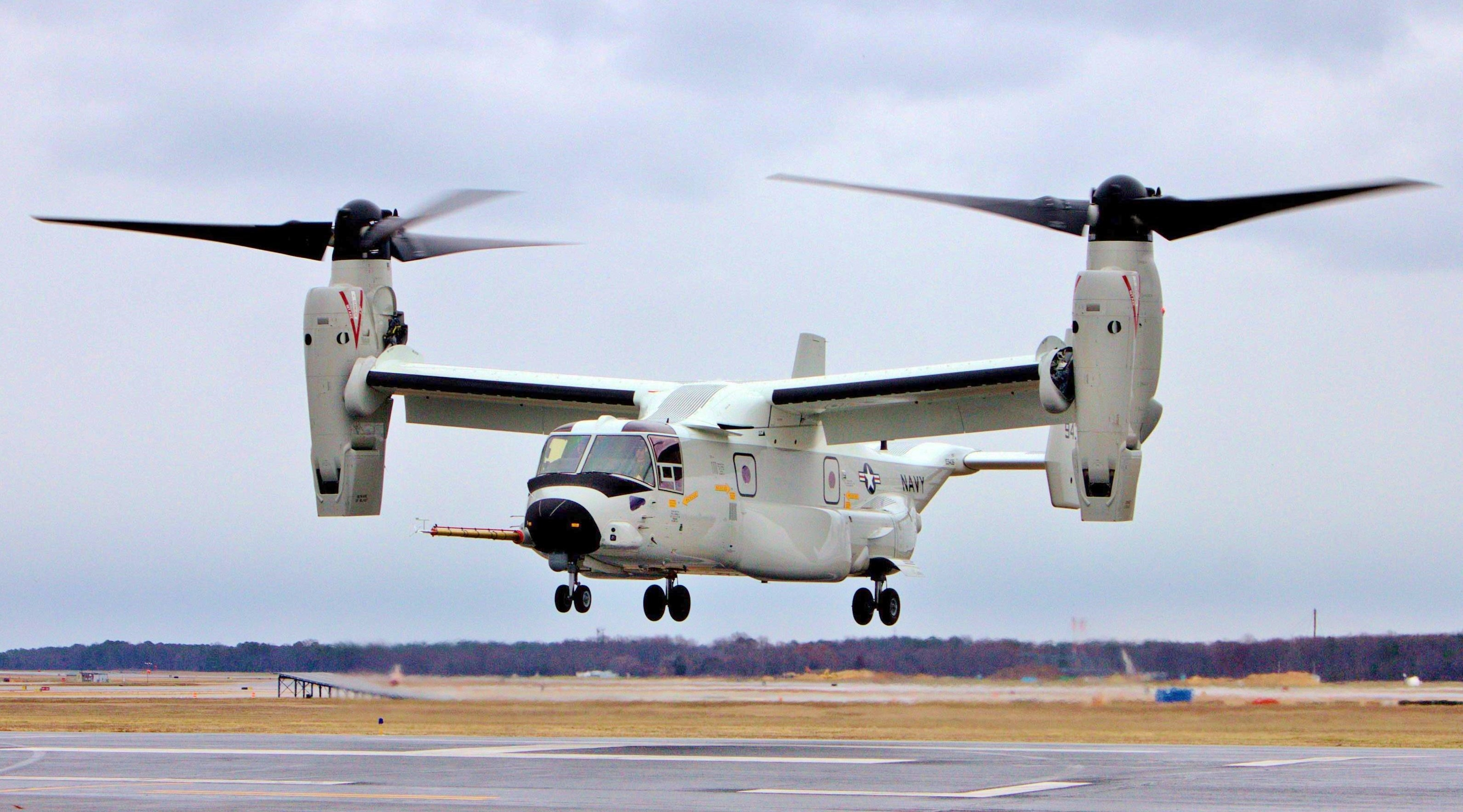
Należący do marynarki CMV-22B

Po rezygnacji z wersji HV-22B, oczekiwania amerykańskiej marynarki spełniły, zakupione przez nią śmigłowce MH-60S Knighthawk. US Navy ponownie zainteresowała się pionowzlotem Boeinga gdy rozpoczęła poszukiwania następcy transportowych Grumman C-2 Greyhound, realizujących misje zaopatrzeniowe dla amerykańskich lotniskowców. Pierwsze plany pozyskania V-22 w takiej roli pojawiły się we wrześniu 2009 roku. Jednak wówczas wstrzymano się z planami zastąpienia samolotów C-2 jakimkolwiek innym typem. Tym niemniej, C-2 był coraz starszą konstrukcją, w coraz mniejszym stopniu spełniającą wymagania US Navy. Wraz z przygotowywaniem się do przyjęcia na pokłady amerykańskich lotniskowców samolotów Lockheed Martin F-35 Lightning II, pojawiła się potrzeba realizacji dostaw części zamiennych dla nowych maszyn. V-22, w odróżnieniu od C-2, był w stanie przewieźć w swoim luku towarowym paletę z silnikiem F135 dla F-35. Dzięki swojej ładowności i możliwości zawiśnięcia w powietrzu, V-22 może być wykorzystywany również do zaopatrywania statków i okrętów nie mających pokładu lotniczego. Z powodzeniem można wykorzystywać samolot w roli wsparcia operacji sił specjalnych, poszukiwawczo-ratowniczych, szybkiego reagowania w obszarach dotkniętych klęskami żywiołowymi, akcjach humanitarnych. 5 stycznia 2015 roku, Sekretarz Marynarki Wojennej Stanów Zjednoczonych Ray Mabus zatwierdził oficjalnie V-22 jako samolot, który zastąpi wysłużone C-2A. 26 marca 2015 roku, Departament Obrony Stanów Zjednoczonych podał do publicznej wiadomości, iż dowództwo lotnictwa morskiego, oficjalnie zatwierdziło V-22 w roli następcy samolotów C-2. 3 lutego 2016 roku, Naval Air Systems Command (NAVAIR) podała do publicznej wiadomości nowe oznaczenie przeznaczone dla morskiej wersji pionowzlotu, CMV-22B. 31 marca 2016 roku NAVAIR podpisało kontakt z producentem Bell-Boeing na opracowanie wersji CMV-22B. Podstawowe zmiany względem pozostałych wersji dotyczyły dodatkowych zbiorników paliwa umieszczonych w skrzydłach oraz powiększonych bocznych sponsonów, w których również umieszczono dodatkowe zbiorniki paliwa. Dzięki temu zabiegowi zasięg wersji przeznaczonej dla US Navy wzrósł do 2130 km z ładunkiem 2722 kg. Ładownie przystosowano do prowadzenia operacji załadunku i rozładunku z użyciem gogli noktowizyjnych. 1 grudnia 2016 roku, w ramach szkoleniowej eskadry korpusu piechoty morskiej Marine Medium Tiltrotor Training Squadron 204 (VMMT-204), utworzono pododdział szkolno-treningowy Medium Tiltrotor Training Detachment 204 (VMTT DET 204), który odpowiada za wyszkolenie personelu marynarki w pilotażu i obsłudze technicznej. W październiku 2018 roku VMTT DET 204 został przekształcony w Naval Aviation Training Support Group (NATSG). Pierwsze próby dostarczenia ładunków przez V-22 na pokład lotniskowca odbyły się w sierpniu 2018 roku. W testach wziął udział lotniskowiec USS George H.W. Bush (CVN-77), a pierwszym pilotem, który wylądował V-22 na pokładzie lotniskowca został porucznik Gavin Kurey. Departament Obrony zamówił w pierwszej transzy 39 egzemplarzy CMV-22B, w kolejnych, 28 grudnia 2018 roku następne trzy. 9 grudnia 2020 roku jeden, a 26 lutego 2021 roku następne cztery. Docelowo planowane jest pozyskanie 48 samolotów. Pierwszy CMV-22B dla US Navy oblatany został 19 grudnia 2019 roku. Należące do marynarki jednostki wyposażone w CMV-22B zgrupowane są w utworzonym 10 października 2019 roku Fleet Logistics Multi-Mission Wing (VRMWING). 14 grudnia 2018 roku utworzono eskadrę VRM-30, 9 października 2020 roku eskadrę VRM-50 obydwie grupujące CMV-22B. W 2022 roku planowane jest utworzenie trzeciej eskadry VMR-40. Na 2023 rok planowane jest osiągnięcie pełnej gotowości operacyjnej.

#### Air Force Special Operations Command (AFSOC)

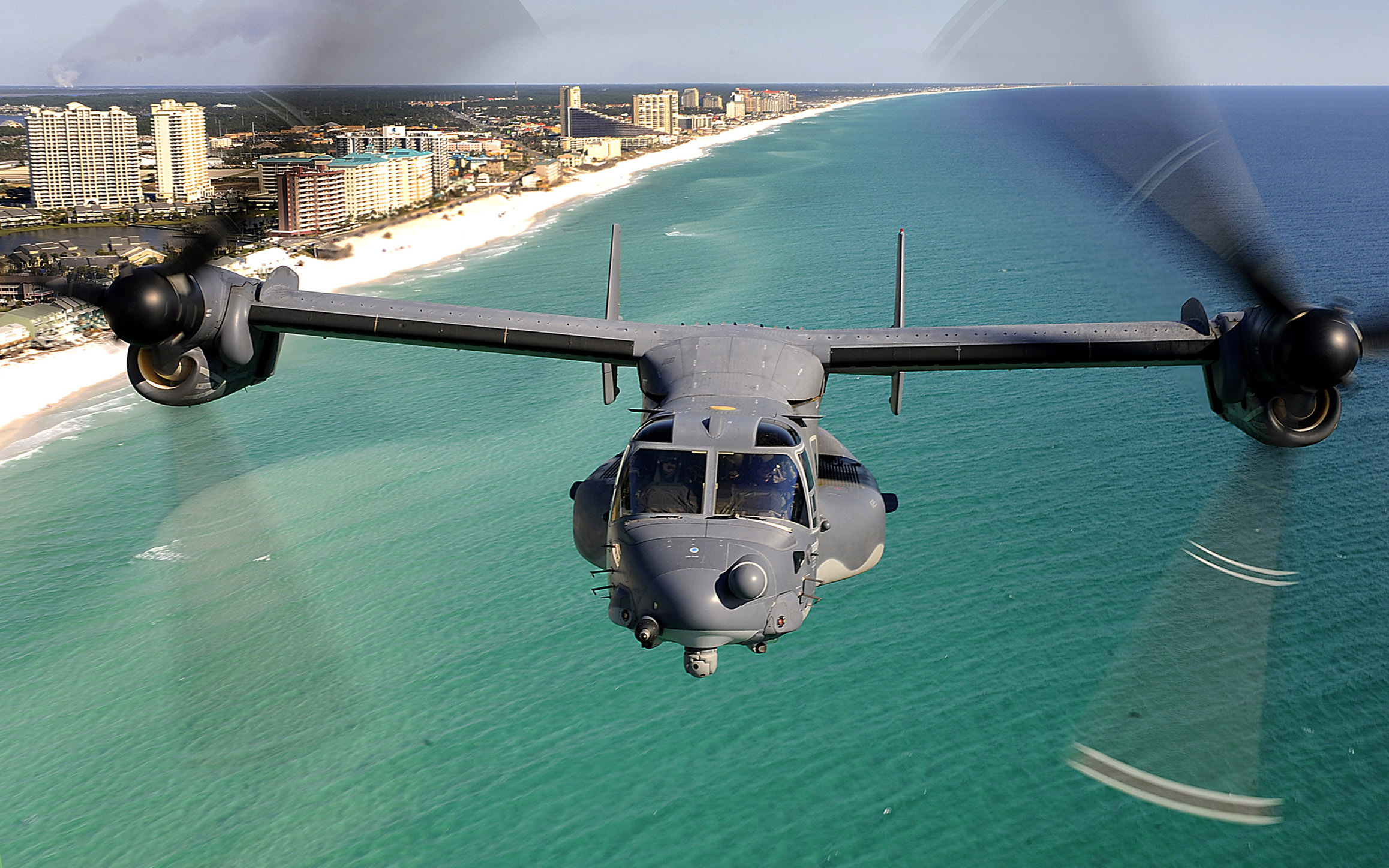
Należący do 8th Special Operations Squadron CV-22B w trakcie lotu nad Florydą

Znajdujące się na wyposażeniu Dowództwa Operacji Specjalnych Sił Powietrznych (Air Force Special Operations Command) Ospreye przeznaczone są do szeroko pojętego wsparcia działania amerykańskich sił specjalnych. Przerzutu jednostek na teren nieprzyjaciela i ich ewakuacji po wykonaniu zadania. Wsparcia logistycznego i zaopatrzenia. Działań typu Combat Search and Rescue (CSAR), czyli poszukiwania, odnajdywania i ewakuacji personelu z terenów zajętych przez nieprzyjaciela lub objętych działaniami bojowymi. Samoloty mają zastąpić używane przez tę formację śmigłowce MH-53J Pave Low. Pierwsze dwie maszyny CV-22B EMD (Engineering and Manufacturing Development) przeznaczone dla AFSOC trafiły do 18th Flight Test Squadron we wrześniu 2000 roku, w celu przeprowadzenia pierwszej fazy prób operacyjnych, mających w praktyce zweryfikować przydatności nowego wyposażenia. W 2007 roku kolejne trzy samoloty, pojedynczy CV-22B ATA (Additional Test Asset) i dwa przedseryjne egzemplarze testowe CV-22B PRTV (Production Representative Test Vehicles) trafiły na wyposażenie 413th Flight Test Squadron w celu realizacji kolejnych etapów badań i testów. Za wyszkolenie pierwszej grupy personelu latającego i naziemnego, odpowiedzialnego za obsługę samolotów odpowiedzialna była szkolno-treningowa eskadra piechoty morskiej Marine Medium Tiltrotor Training Squadron 204 (VMMT-204). 20 maja 2005 roku reaktywowano jednostkę 71st Special Operations Squadron (71st SOS). Ma ona za zadanie prowadzenie szkolenia w eksploatacji i obsłudze CV-22B przez personel amerykańskich sił powietrznych. W sierpniu 2006 roku do jednostki trafiło dziesięć egzemplarzy CV-22B. 5 października 2007 roku znajdujące się na wyposażeniu 71st SOS Ospreye wzięły udział w swojej pierwszej misji poszukiwawczo-ratunkowej. Zadanie polegało na lokalizacji wraku cywilnego Beechcraft King Air, który rozbił się górach w stanie Kolorado. Pierwsza misja operacyjna należących do AFSOC Ospeyów odbyła się w listopadzie 2008 roku w ramach ćwiczeń "Exercise Flintlock 09" w Republice Mali. Zadanie wykonały samoloty należące do 8th Special Operations Squadron (8th SOS). Jednostka była pierwszą eskadrą operacyjną AFSOC, która rozpoczęła w styczniu 2007 troku przezbrajanie w CV-22B. 16 marca 2009 roku eskadra osiągnęła wstępną gotowość operacyjną. W czerwcu 2009 roku samoloty 8th SOS wzięły udział w misji humanitarnej w Hondurasie. W sierpniu tego samego roku eskadra została przebazowana do Iraku, gdzie realizowała swoje zadania przez kolejne trzy miesiące. W kolejnym roku doszło do pierwszej starty eskadry. 9 kwietnia 2010 roku, podczas realizacji zadania w Afganistanie, dokąd przebazowano eskadrę w marcu tego samego roku, rozbił się CV-22B o numerze 06-0031. Zginęły cztery osoby, a szesnaście zostało rannych. 13 czerwca 2012 roku utracono na Florydzie jeszcze jedną maszynę CV-22B, o numerze 06-0032, ale tym razem obeszło się bez ofiar w ludziach. Kolejnymi operacyjnymi eskadrami AFSOC, na wyposażenie których wszedł CV-22B, zostały 7th Special Operations Squadron, 20th Special Operations Squadron i 21st Special Operations Squadron.

### Japonia

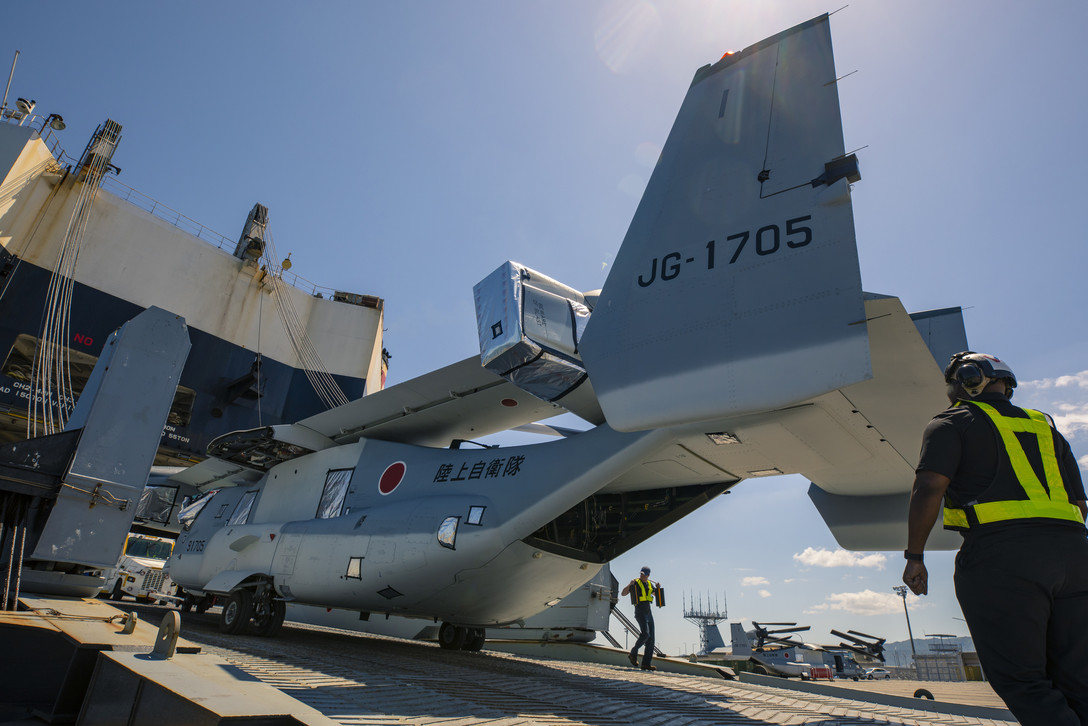
Wyładunek japońskiego V-22 po dotarciu do bazy amerykańskiej piechoty morskiej Marine Corps Air Station Iwakuni

Japonia jest pierwszym zagranicznym użytkownikiem samolotów V-22. Pierwsze plany potencjalnego pozyskania amerykańskiego samolotu powstały na początku lat 90. XX wieku. Japońskie Morskie Siły Samoobrony rozważały wprowadzenie do linii V-22 w zastępstwie poszukiwawczo-ratowniczych wodnosamolotów Shin Meiwa US-1A. W owym okresie V-22 pozostawał jednak na bardzo wczesnym etapie swojego rozwoju, a jago dalsza przyszłość również była niewiadomą. Dlatego też Japończycy pozostali przy sprawdzonej konstrukcji US-1A i jej rozwinięciu w postaci ShinMaywa US-2. Do pomysłu zakupu V-22 powrócono na początku drugiej dekady XXI wieku. W Japonii stworzono wówczas koncepcje radykalnego zwiększenia mobilności własnych sił zbrojnych, dzięki której, były one zdolne do akcji w sytuacjach kryzysowych na odległych wyspach należących do Japonii. W Dynamicznych Połączonych Siłach Samoobrony, bo taką nazwę otrzymała nowa koncepcja, V-22 dzięki swojej prędkości i ładowności mógłby szybko transportować żołnierzy i ładunki do odległych lokalizacji, a dzięki właściwości pionowego startu i lądowania, operować w miejscach pozbawionych klasycznych lotnisk. 17 grudnia 2013 roku japoński rząd przyjął do realizacji plany opisane w Wytycznych Programu Obrony Narodowej. Wśród owych planów, znalazło się zalecenie zakupu 17 maszyn V-22, przeznaczonych dla Japońskich Lądowych Sił Samoobrony. Oficjalna decyzja Ministerstwa Obrony o planach zakupowych względem V-22 została ogłoszona 21 listopada 2014 roku. 5 maja 2015 roku, amerykańska Agencja Współpracy w zakresie Bezpieczeństwa (Defense Security Cooperation Agency) poinformowała Kongres Stanów Zjednoczonych, iż Departament Stanu wyraził zgodę na sprzedaż do Japonii siedemnastu V-22B Blok C. Obok samolotów pakiet sprzedażowy obejmował dodatkowe wyposażenie, części zamienne, wsparcie techniczne, szkoleniowe i eksploatacyjne. 2 grudnia 2016 roku ogłoszono, iż obsługę techniczną samolotów będzie realizował koncern Fuji Heavy Industries. 14 lipca 2015 roku podpisano umowę na zakup pierwszych pięciu samolotów. Kolejne cztery maszyny zamówiono w 2016, następne cztery rok później, a ostatnią czwórkę w 2018 roku. Pierwotne plany zakładały realizację dostaw w latach 2018–2021. Jednak z powodu problemów z lokalizacją bazy samolotów dostawy się opóźniły. Początkowo wszystkie V-22 miały stacjonować na lotnisku w Sadze, protesty lokalnych władz i mieszkańców przeciwko V-22 zmusiły japoński rząd do przeniesienia samolotów do bazy w Kisarazu. Z kolei w Sadze miała zostać wybudowana specjalna infrastruktura do przyjęcia V-22, która zmniejszyłaby uciążliwość eksploatacji samolotów dla okolicznych mieszkańców. 21 grudnia 2018 roku japońskie Ministerstwo Obrony podało do publicznej wiadomości, że za szkolenie japońskiego personelu latającego odpowiedzialny będzie amerykański dywizjon szkoleniowy Marine Medium Tiltrotor Training Squadron 204 (VMMT-204) stacjonujący w bazie Marine Corps Air Station New River w Jacksonville w Karolinie Północnej. Pierwsze dwa egzemplarze V-22 przybyły do Japonii na pokładzie statku 8 maja 2020 roku. Maszyny trafiły do bazy amerykańskiej piechoty morskiej Marine Corps Air Station Iwakuni. Tam amerykański personel zmontował i oblatał dostarczone egzemplarze. 10 lipca 2020 roku pierwsze V-22 dotarł lotem do miejsca stacjonowania w bazie w Kisarazu. Drugi V-22 przyleciał 16 lipca tego samego roku. 6 listopada 2020 roku japońskie V-22 rozpoczęły loty operacyjne z załogami Japońskich Lądowych Sił Samoobrony. 14 lutego 2021 roku do Marine Corps Air Station Iwakuni dotarło statkiem kolejne pięć V-22. Japońskie V-22 weszły w skład utworzonej 26 marca 2020 roku Lotniczej Grupy Transportowej z bazy w Kisarazu. Jest ona częścią 1. Brygady Śmigłowcowej.

## Potencjalni użytkownicy

### Izrael
22 kwietnia 2013 roku, w trakcie oficjalnej wizyty w Izraelu amerykańskiego sekretarza obrony Chucka Hagela, oficjalnie ogłoszono plan zakupu V-22 dla Sił Powietrznych Izraela. Miałyby one realizować zadania poszukiwawczo-ratownicze w warunkach bojowych (combat search and rescue, CSAR), wspierać misje sił specjalnych i uzupełnić flotę ciężkich śmigłowców transportowych Sikorsky CH-53 Sea Stallion. 13 stycznia 2014 roku Defense Security Cooperation Agency poinformowała amerykański Kongres, że Izrael poprosił administrację rządową o wyrażenie zgody na sprzedaż sześciu V-22B Blok C. Procedura zakupu miała być zrealizowana w trybie Zagranicznej Sprzedaży Wojskowej (Foreign Military Sales). Obok samolotów, sprzedaż miałaby również objąć części zamienne, wyposażenie dodatkowe, wsparcie procesu szkolenia i eksploatacji. Samoloty miałyby pochodzić z transzy przeznaczonej dla amerykańskiego korpusu piechoty morskiej. Do sprzedaży nie doszło. Według doniesień izraelskiej prasy z 30 października 2014 roku, izraelski minister obrony Mosze Ja’alon rozważał rezygnację z zakupu amerykańskich samolotów z powodów finansowych. W 2016 roku Izrael rozpoczął program znalezienia następców swoich CH-53, ale wśród rozpatrywanych konstrukcji nie znalazł się V-22. W marcu 2018 roku izraelscy wojskowi mieli okazję zapoznać się działaniem należących do US Marine Corps MV-22B podczas wspólnych, amerykańsko-izraelskich ćwiczeń. Nie obce były im również doświadczenia, jakie zebrano podczas działań amerykańskich sił specjalnych w Syrii i wykorzystaniu w trakcie ich trwania CV-22B. Konkluzje na temat eksploatacji V-22 były na tyle dobre, iż 12 sierpnia 2019 roku izraelski minister obrony upublicznił informacje o tym, iż wysłano do amerykańskiej administracji rządowej zapytanie w sprawie zakupu V-22. Nie podano do publicznej wiadomości liczby samolotów, ale według nieoficjalnych doniesień w grę wchodziło od dwunastu do czternastu egzemplarzy. Ponownie, z przyczyn finansowych, sprawa zakupu V-22 została odłożona, o czym w lutym 2020 roku poinformowały izraelskie media. Kilka miesięcy później, w sierpniu tego samego roku, media ponownie doniosły, że nowy minister obrony Beni Ganc rozpoczął starania o pozyskanie V-22.

### Indonezja
6 lipca 2020 roku Defense Security Cooperation Agency poinformowała amerykański Kongres, iż Departament Stanu wyraził zgodę na sprzedaż do Indonezji ośmiu samolotów MV-22B Block C. Zakup ma zostać zrealizowany ścieżką Foreign Military Sales. Poza samolotami pakiet kontrakt ma objąć części zamienne, dodatkowe wyposażenie, uzbrojenie strzelecki, wsparcie techniczne podczas eksploatacji oraz wyszkolenie indonezyjskiego personelu. V-22 dla Indonezji mają trafić do indonezyjskich wojsk lądowych.

### Wietnam
W kwietniu 2015 roku, podczas wizyty szefa szefa Boeinga w Hanoi, wietnamski minister obrony narodowej stwierdził, iż jego kraj zainteresowany jest zakupem sprzętu o charakterze amfibijnym. Według niepotwierdzonych informacji i analizując profil produkcyjny amerykańskiego koncernu na tym polu, w grę może wchodzić zakup samolotów V-22.

### Pozostali użytkownicy
Zainteresowanie nabyciem amerykańskich V-22 wyrażały Indie, Zjednoczone Emiraty Arabskie, Francja, Hiszpania, Norwegia i Włochy. W ramach własnej polityki, amerykański producent i Departament Obrony, próbowały zainteresować nabyciem Ospreya Wielką Brytanię i Kanadę. W 2019 roku swoje zainteresowanie wyraziły Arabia Saudyjska i Korea Południowa. Jak do tej pory, jedynym zagranicznym użytkownikiem Ospreyów pozostaje Japonia.

## Osprey w kulturze
- W filmie Transformers dwa Ospreye pojawiają się na niebie w Katarze. Jeden z Decepticonów, Incinerator (nie pojawia się w filmie) posiada taki tryb pojazdu.
- W serii książek Toma Clancy Splinter Cell Osprey służy dla Wydziału Trzeciego Agencji Bezpieczeństwa Narodowego USA. Jest wykorzystywany głównie jako samolot zwiadowczy, ale także jako transportowiec dla agentów NSA (tzw. penetratorów). Osprey pojawia się także w serii gier pod tym samym tytułem.
- Pojawia się w serii gier Half-Life. W Half-Life Opposing Force gracz rozpoczyna rozgrywkę we wnętrzu V-22 z żołnierzami lecącymi na misję.
- Maszyna pojawia się w kampanii gry Battlefield 3, Battlefield 4, a także w Call of Duty: Modern Warfare 3, Arma 2 oraz w Armie 3 jako zmodernizowany, futurystyczny V-44X Blackfish.
- Gra LHX-Attack Chopper wydana w 1990 roku przez Electronic Arts na platformę Ms-DOS dawała możliwość sprawdzenia w boju V-22 przeciwko takim przeciwnikom jak Mi-8, Mi-24 czy MiG-27.
- W książce Dale'a Browna pod tytułem Młociarze na tego typu pionowzlotach została oparta nowo tworzona jednostka do zwalczania przemytu narkotykowego. W książce znajdują się szkice i dane techniczne maszyny.
- W filmach Godzilla II: Król potworów oraz Godzilla kontra Kong Ospreye znajdują się na wyposażeniu kryptozoologicznej organizacji Monarch.